# Every Man Has a Woman Who Loves Him
Every Man Has a Woman Who Love Him è una canzone di Yōko Ono dal suo album con John Lennon Double Fantasy. La versione pubblicata come singolo e nella compilation Every Man Has a Woman è accreditata a Lennon, che canta al posto di Yoko Ono. Il lato B del singolo è la canzone It's Alright, di Yoko Ono e Sean Lennon. Ultima canzone di Lennon ad essere stata pubblicata come singolo tratto da Double Fantasy, fallì sia nelle classifiche statunitensi che in quelle inglesi.
La canzone venne ripubblicata nel 2007 in Gran Bretagna in formato 12", dove venne accoppiata con la cover della canzone di Yoko Ono Walking on Thin Ice cantata da Elvis Costello.

## Tracce
LP single
1. Every Man Has a Woman Who Love Him - 4:02
2. It's Alright - 4:34

12" UK single
1. Every Man Has a Woman Who Love Him - 4:02
2. Walking on Thin Ice (Elvis Costello) - 6:00